# Université d'éducation de Fukuoka
L'université d'éducation de Fukuoka (福岡教育大学, Fukuoka Kyōiku Daigaku) est une université nationale japonaise, située à Fukuoka.

## Histoire
L'université est créée en 1949 par la fusion de plusieurs structures. En 1966, les composantes jusqu'alors dispersées sur 4 campus sont réunis dans un seul et unique campus à Munukata.

## Composantes
L'université est structurée en faculté de 1er cycle (学部, gakubu), qui a la charge des étudiants de 1er cycle universitaire, et en faculté de cycles supérieurs (研究科, kenkyūka), qui a la charge des étudiants de 2e et 3e cycle universitaire.

### Facultés de1ercycle
L'université compte 1 faculté de 1er cycle (学部, gakubu).
- Faculté de formation des enseignants

### Facultés de cycles supérieur
L'université compte 1 faculté de cycles supérieurs (研究科, kenkyūka).
- Faculté de formation des enseignants

## Personnalités liées

### Anciens étudiants
- Ken Hase, Prix Akutagawa 1939
- Mieko Kamimoto, membre de la diète, élue en 2001
- Koji Arimura, footballeur
- Takayoshi Toda, footballeur
- Hiroshi Morita, footballeur
- Daisuke Kanzaki, footballeur